# Ablerus bharathius
Ablerus bharathius is een vliesvleugelig insect uit de familie Aphelinidae. De wetenschappelijke naam is voor het eerst geldig gepubliceerd in 1984 door Subba Rao.